# Ahmad Mahmud Szakir
Ahmad Mahmud Szakir (arab. أحمد محمود شاكر; ur. 21 marca 1982) – egipski zapaśnik walczący w stylu klasycznym. Zajął 22. miejsce na mistrzostwach świata w 2007. Złoty medalista igrzysk afrykańskich w 2007 i brązowy w 2003. Mistrz Afryki w 2007 i wicemistrz w 2003. Drugi na mistrzostwach arabskich w 2007. Szósty w Pucharze Świata w 2002 roku.